# Anne d'Arpajon
Anne Claude Louise d'Arpajon (Arpajon, 4 de março de 1729 – Paris 27 de junho de 1794) foi uma aristocrata francesa e dame d'honneur das Rainhas de França, Marie Leszczyńska e Maria Antonieta. Foi chamada de "Madame Etiqueta" por Maria Antonieta, à sua insistência de que não devia alterar ou desconsiderar nenhum detalhe minucioso da etiqueta da corte.

## Família
O seu pai, Louis de Sévérac, Marquês de Arpajon-sur-Cère (1667-1736), comprou o Marquesado de Saint-Germain-lès-Châtres em 1720, e foi concedida a permissão, por Filipe d'Orleães (regente de Luís XV), de renomeá-lo como Saint-Germain-lès-Arpajon, e sediá-lo em Arpajon. A sua mãe, Anne Charlotte Le Bas de Montargis, foi dama de companhia da Duquesa de Berry, filha do regente. Anne d'Arpajon casou-se com Filipe de Noailles, Duque de Mouchy, Capitão de Caça em Versalhes, a 27 de novembro de 1741. Noailles foi uma das principais famílias de França.

## Corte
Em 1763, foi nomeada dame d'honneur da rainha Marie Leszczyńska, e em 1770, foi-lhe dado o mesmo cargo para a nova Delfina, Maria Antonieta, aquando da sua chegada a França. Conheceu Maria Antonieta na fronteira, onde fazia parte da comitiva francesa, e ficou responsável pela sua corte e pelo seu comportamento em Versalhes. Maria Antonieta não gostava muito dela, pois impedia-a de fazer as coisas de que gostava, fazendo referência à etiqueta da corte, o que fez com que fosse apelidada de Madame Étiquette. Em 1774, quando Maria Antonieta tornou-se rainha, despediu-a, fazendo com que aliasse à oposição à rainha com as tia do Rei, as Mesdames, em Bellevue.

## A Revolução Francesa

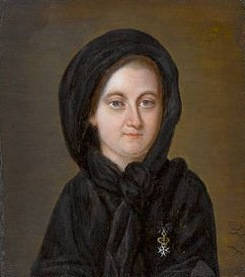
Anne d'Arpajon, Condessa de Noailles

A Duquesa de Mouchy e o seu marido Filipe foram guilhotinados durante a Revolução francesa, a 27 de junho de 1794. Muitos dos seus parentes, tiveram o mesmo destino. A 22 de julho de 1794, e a viúva, nora e neta do irmão de Filipe, Louis, 4º duque de Noailles, foi guilhotinada. Outra neta de Louis, Adrienne, esposa do Marquês de Lafayette, foi salva pela intervenção de James Monroe. Eles e os outros nobres que morreram na guilhotina estão enterrados no Cemitério Picpus, que também é o lugar de descanso final do Marquês e da Marquesa de Lafayette.

## Descendência
1. Louise Henriette Charlotte Philippine de Noailles (1745–1832).
2. Charles Adrien de Noailles (1747), Príncipe de Poix.
3. Louis Philippe de Noailles (1748–1750), Príncipe de Poix.
4. Daniel François Marie de Noailles (1750–1752) Marquês de Noailles, mais tarde Príncipe de Poix.
5. Philippe de Noailles, Duque de Monchy (1752–1819).
6. Louis Marie de Noailles, Visconde de Noailles (1756–1804).

## Na cultura popular
Anne d'Arpajon foi interpretada por Judy Davis em Marie Antoinette, em 2006, e por Cora Witherspoon em Marie Antoinette, em 1938.